# Irène Martiny
Anne Marie Irène Martiny, dite Irène, née Tinant le 17 août 1893 à Houffalize et morte à le 23 avril 1945 en Allemagne, était une agente du renseignement belge et une résistante belge. Elle a été faite chevalier de l'Ordre de Léopold à titre posthume.

## Biographie
Irène Tinant naît le 17 août 1893 à Houffalize, en Belgique. Elle est la fille de l'instituteur en chef Zéphir Tinant et d'Octavie Halet.  
Irène épouse Constant Martiny en 1912. Ils ont eu sept enfants, dont Marie-Louise Elias-Martiny. 
Pendant la Seconde Guerre mondiale, Irène faisait partie du réseau de renseignement Martiny-Daumerie, fondé par son mari et par le colonel Joseph Daumerie (plus tard le réseau Martiny-Daumerie-Cleempoel),, actif pendant 1940-1941, et comptant environ 300 agents, dont sa fille, Marie-Louise, et son beau-fils, René Elias.
Le 13 mai 1941, Irène est arrêtée avec son mari et son gendre. Elle est incarcérée à la prison de Saint-Gilles, comme son mari (elle dans la cellule no 143, lui dans la no 254). Constant est transféré à la prison de Moabit, à Berlin, le 11 septembre 1941. Avec son gendre et d'autres membres du réseau, il est condamné à mort et exécuté en été 1942,,.
Irène est déportée en Allemagne en octobre 1941. Elle est condamnée aux travaux forcés au camp de Mauthausen pour son rôle dans le réseau de renseignement Martiny-Daumerie. Elle est ensuite transférée au camp de Ravensbrücck, puis au camp de Bergen-Belsen. Elle meurt du typhus le 23 avril 1945 peu après la libération du camp (le 15-16 avril 1945),. 

## Distinctions posthumes
- Adjudante du Renseignement et d'Action (A.R.A.)
- Croix de chevalier de l'Ordre de Léopold avec palme et
- Croix de Guerre 1940 avec palme avec la citation suivante :

« Se consacra, sans réserve, au sein d'un service de renseignement et d'action à la lutte opiniâtre contre l'ennemi. Réalisa à l'entière satisfaction de ses chefs les missions dangereuses dont elle fut chargée. Arrêtée et déportée en Allemagne, y mourut à Bergen-Belsen, le 23 avril 1945. »

- Médaille commémorative de la guerre 1940-1945.
- Médaille de la Résistance[2].